# Caesar van Everdingen

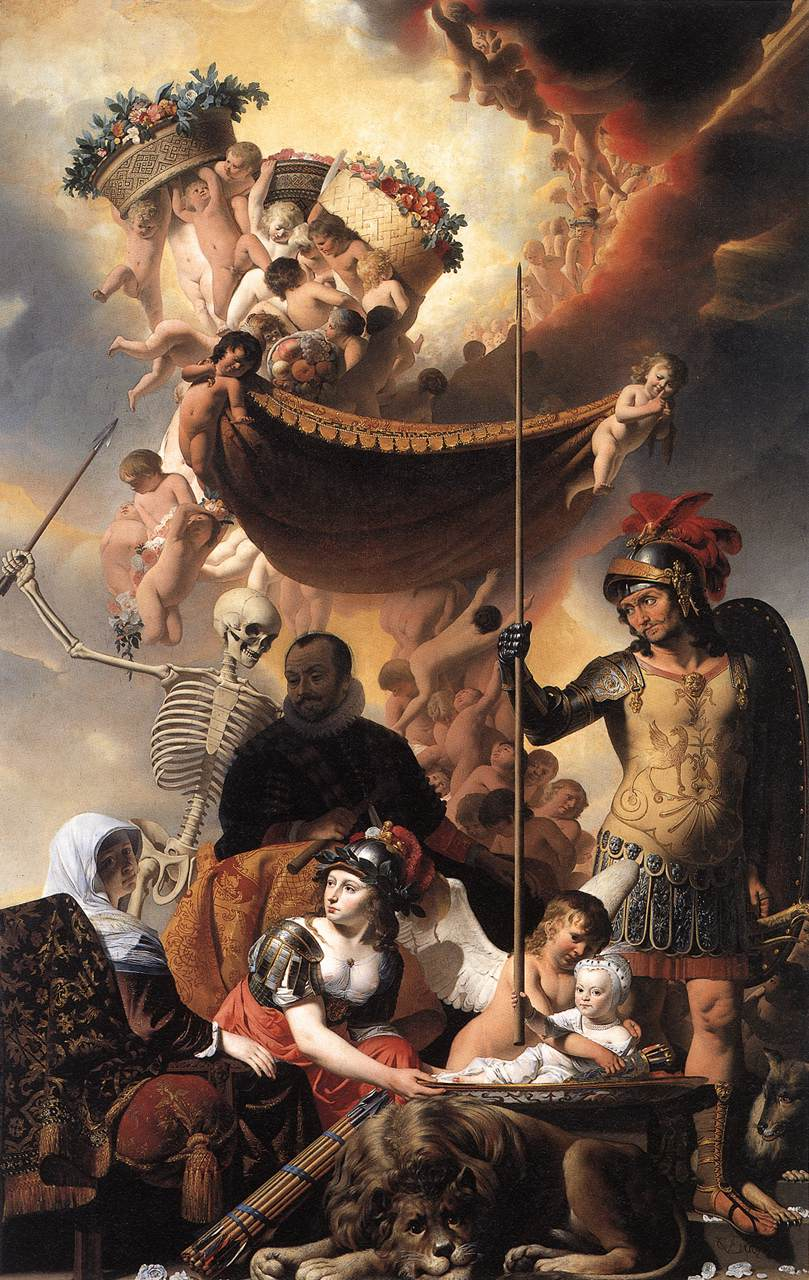
Al·legoria del naixement de Federic Enric, oli sobre llenç, 373 x 243 cm, La Haia, Palau Huis ten Bosch.

Caesar Boëtius van Everdingen (Alkmaar, c. 1616/1617 – 1678) fou un pintor barroc neerlandès, destacat representant del grup dels Academicistes de Haarlem.

## Biografia
Fill d'un notari i germà major de Allart van Everdingen, segons Arnold Houbraken s'hauria format a Utrecht amb Jan Gerritsz. van Bronckhorst, del que no existeix constància documental, encara que l'estil de les seves primeres obres no desmenteix una possible formació a Utrecht. Artista precoç, esmentat ja com a pintor el 1628, l'any 1632 es va inscriure al Gremi de Sant Lluc d'Alkmaar encara que les primeres obres conegudes, els retrats dels seus pares del Museu municipal d'Alkmaar, són una mica posteriors. El 1641 va signar i va datar el retrat col·lectiu dels Oficials de la guàrdia cívica d'Orange d'Alkmaar, conservat en el mateix museu, i immediatament va passar a Amersfoort on anomenat per l'arquitecte Jacob van Campen i sota la seva supervisió va treballar en la pintura de les portes de l'òrgan de la Gran Església d'Alkmaar i en la decoració de la seva finca a Randenbroek.
El 1646 es trobava de nou a Alkmaar, on va contreure matrimoni amb Helena van Oosthorn. Dos anys després, i de nou gràcies a la mediació de Van Campen, li van encarregar dues pintures de grans dimensions per la Oranjezaal del Palau Huis ten Bosch on es conserven: Al·legoria del naixement de Federic Enric i Quatre Muses amb Pegàs. Establert a Haarlem, va ingressar el 1648 en la guàrdia de arquers local, i el 1651 en el gremi de Sant Lluc del que va ser designat degà en el curs 1655-1656. El 1657, tancant l'etapa més fecunda de la seva producció, va tornar a Alkmaar, on va romandre ja fins a la seva mort, encara que amb una breu estada a Amsterdam l'any 1661. El 13 d'octubre de 1678 va ser enterrat en la Grote Kerk de la seva ciutat natal.

## Obra
Autor de retrats estimables, va ser també pintor d'història, amb atenció a la mitologia: Siringa perseguida per Pa (Amsterdam, Rijksmuseum), Vertumno i Pomona (Madrid, Museu Thyssen-Bornemisza), Bacus amb dues nimfes i Amor (Dresden, Gemäldegalerie Alte Meister); la història grecoromana: Licurgo (Alkmaar, Museu municipal), Diògenes buscant a un home (La Haia, Mauritshuis) i l'al·legoria: Al·legoria de la verema (Haarlem, Museu Museu Frans Hals).